# Панський маєток (заказник)
Панський маєток — ландшафтний заказник місцевого значення в Україні. Один з об'єктів природно-заповідного фонду Полтавської області.

## Розташування
Заказник розташований на землях Свиридівської сільської ради в Лохвицькому районі, Полтавської області на південно-східній околиці села Свиридівка. Перебуває під охороною Лохвицького держагролісгоспу.

## Історія
Заказник «Панський маєток» був оголошений рішенням 10-ї сесії Полтавської обласної ради народних депутатів V скликання від 6 вересня 2007 року.

## Мета
Мета створення заказника — подальше поліпшення заповідної справи в Полтавській області, збереження цінних природних, ландшафтних комплексів, об'єктів тваринного і рослинного світу.

## Значення
Заказник має особливе природоохоронне, наукове, естетичне та пізнавальне значення.

## Загальна характеристика
Загальна площа 62 га. Заказник являє собою лісовий масив, розташований на правому березі річки Сули, що займає добре виявлені яружні системи.

## Флора
Рослинність лісового масиву — природного походження. Ценотичну цінність визначають дубово-грабові ценози, які формуються на східній межі суцільного поширення.

## Галерея

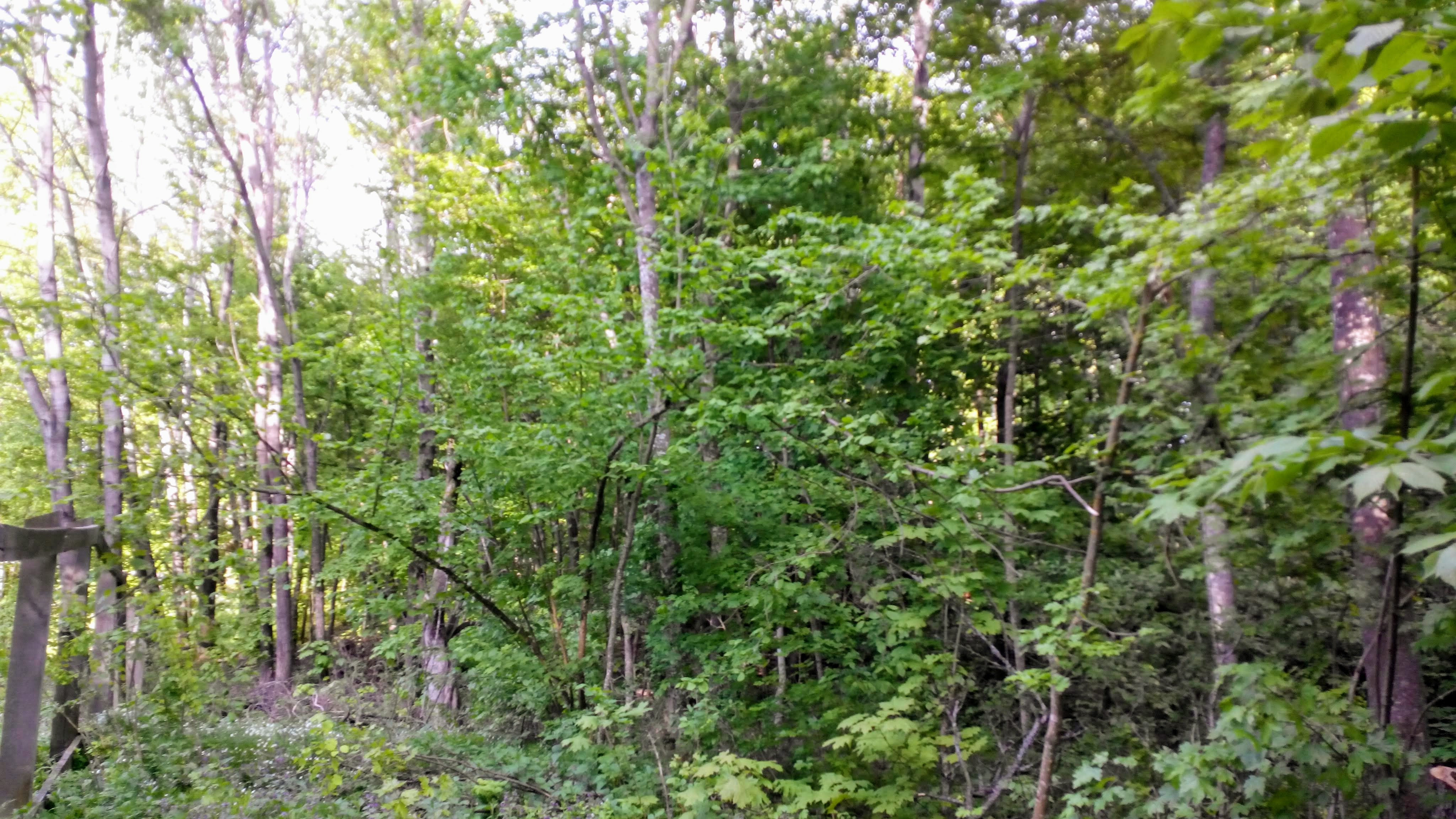
Дерева навколо Панського маєтку
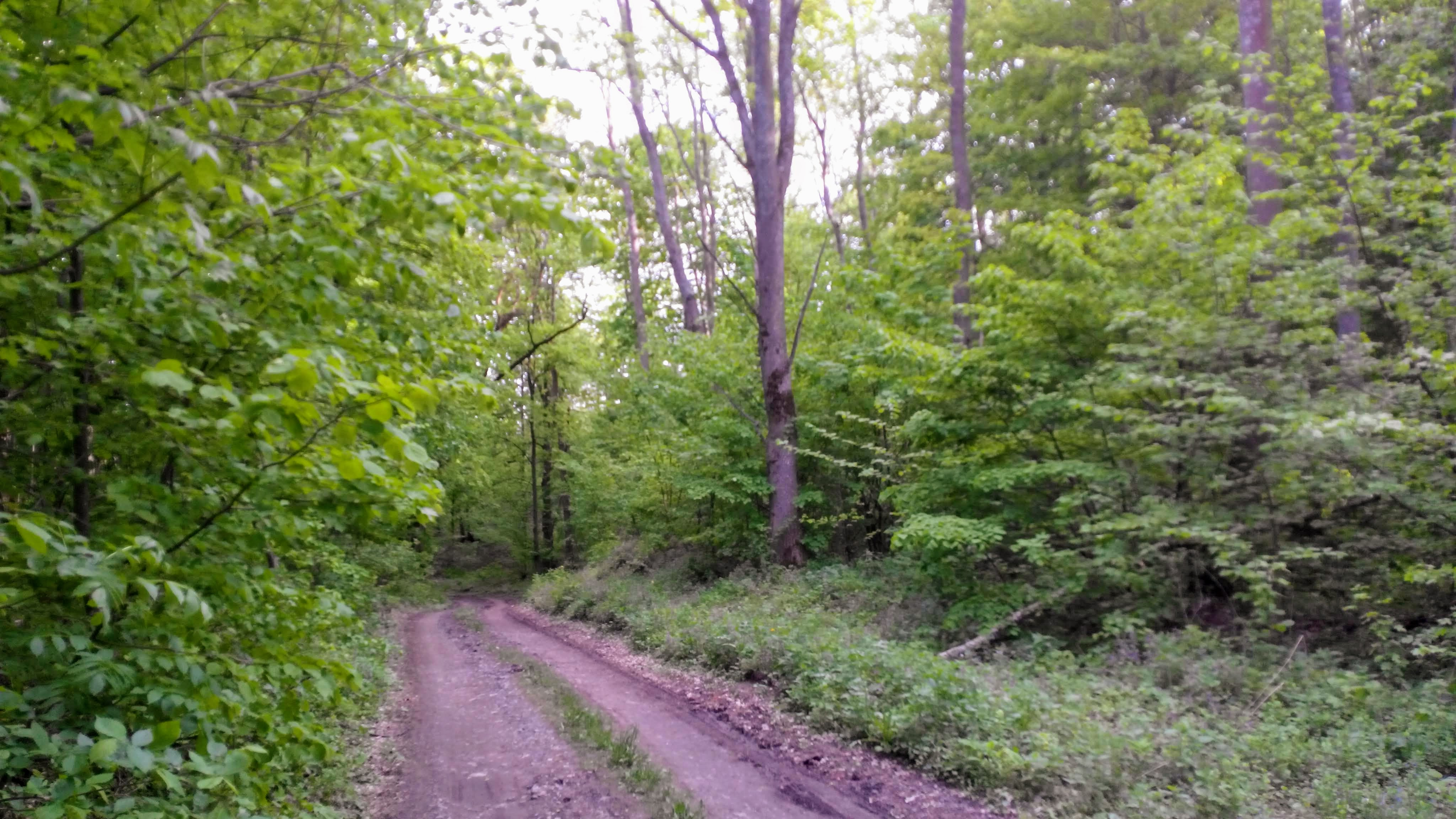
Дорога крізь ліс
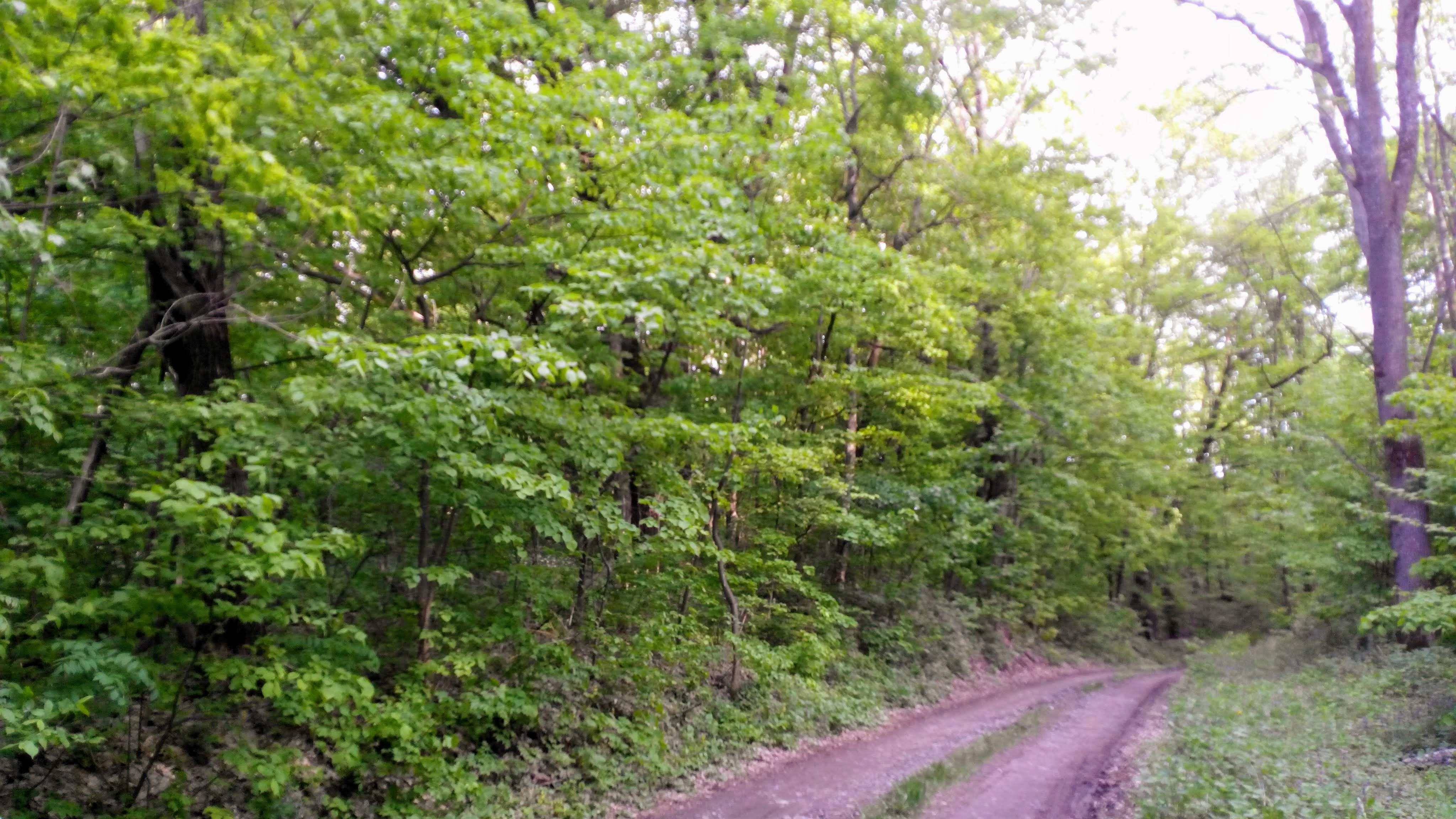
Ліс навколо Панського маєтку